# Благун Микола Григорович
Микола Григорович Благун (справжнє прізвище — Блятон) (1907, село Райківці Подільської губернії, тепер Хмельницький район Хмельницької області — 9 листопада 1977, місто Київ) — український радянський і компартійний діяч, депутат Верховної Ради УРСР 3—6-го скликань. Член Ревізійної Комісії КПУ в 1952—1956 і 1960—1966 роках. Член ЦК КПУ в 1956—1960 р.

## Біографія
Народився в родині селянина-бідняка. З 1920 до 1925 року був наймитом у заможних селян в селі Райківці Подільської губернії. У 1925 році вступив до комсомолу. З 1925 до 1927 року — робітник агробази села Райківці.
Протягом 1927—1930 років навчався на агронома в Дзеленецькому сільськогосподарському технікумі в селі Меленці, а з 1930 року до 1933 року був студентом Кам'янець-Подільського сільськогосподарського інституту, спеціальність — агроном.
Член ВКП(б) з 1931 року.
У 1933—1936 роках працював дільничним, старшим агрономом Кам'янець-Подільської машинно-тракторної станції (МТС). У 1936—1938 роках — культпропагандист, завідувач відділу пропаганди і агітації Кам'янець-Подільського міського комітету КП(б)У.
З 1938 до 1939 року — начальник виробничого управління — заступник завідувача Кам'янець-Подільського обласного земельного відділу, а з 1939 до 1941 року — заступник завідувача сільськогосподарського відділу Кам'янець-Подільського обласного комітету КП(б)У.
Учасник Другої світової війни, з 1941 до 1946 року служив у Радянській рмії. Був парторгом, агітатором, заступником командира полку політчастини (51-а армія, 91-а дивізія, 503-й стрілецький полк, 1-й Український, 1-й Прибалтійський фронти).
З 1946 до 1949 року — голова виконавчого комітету Дунаєвецької районної ради депутатів трудящих Кам'янець-Подільської області. У 1949—1950 роках — 1-й секретар Ружичнянського районного комітету КП(б)У Кам'янець-Подільської області.
У лютому (затв. у квітні) — серпні 1950 року — секретар Кам'янець-Подільського обласного комітету КП(б)У.
У серпні 1950 — грудні 1955 року — голова виконавчого комітету Кам'янець-Подільської (Хмельницької) обласної Ради депутатів трудящих.
17 грудня 1955 — 2 серпня 1956 року — заступник голови Ради міністрів Української РСР.
У серпні 1956 — березні 1959 року — голова виконавчого комітету Сталінської обласної Ради депутатів трудящих.
У березні 1959 — квітні 1965 року — голова виконавчого комітету Ровенської обласної Ради депутатів трудящих.
З 1965 року — персональний пенсіонер союзного значення в Києві. Помер після важкої хвороби.

## Нагороди
- орден Леніна
- орден Вітчизняної війни ІІ ступеня
- орден Червоної Зірки
- орден «Знак Пошани»
- медалі